# Kerkplein (Zaltbommel)
Het Kerkplein is een straat in de stad Zaltbommel in de Nederlandse provincie Gelderland. De straat loopt vanaf de Aart Robberstraat, Vogelenzang en de Agnietenstraat tot de Maarten van Rossemsingel, Lange Strikstraat en de Nieuwstraat. Zijstraat van het Kerkplein is de Kerkstraat. Het Kerkplein loopt rond de Grote of Sint-Maartenskerk en is ongeveer 320 meter van en tot de Kerkstraat gerekend.
Aan het Kerkplein bevinden zich een aantal rijksmonumentale huizen, alsook de Grote of Sint-Maartenskerk uit de 14e eeuw.

## Fotogalerij

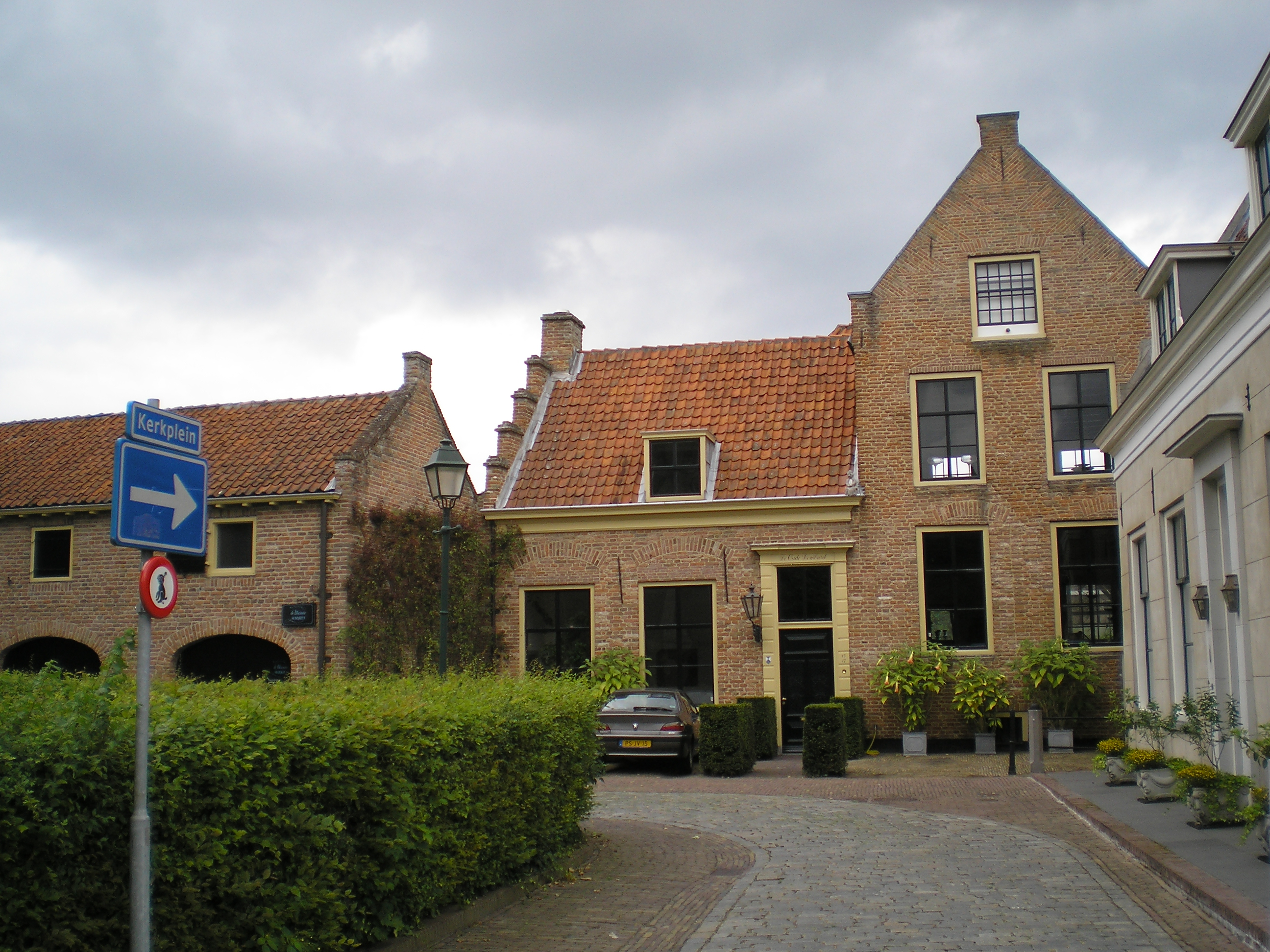
Kerkplein 17 (trapgevel) te Zaltbommel (rijksmonument)

Boschstraat ·
De Virieusingel ·
Gamerschestraat ·
Gasthuisstraat ·
Kerkplein ·
Kerkstraat · 
Korte Steigerstraat ·
Korte Strikstraat ·
Lange Steigerstraat · 
Markt ·
Nieuwstraat ·
Nonnenstraat ·
Oliemolen ·
Oliestraat ·
Steenweg ·
Tolstraat · 
Vismarkt · 
Waalkade · 
Waterstraat · 
Zandstraat